# Fabian Majcherski
Fabian Majcherski (ur. 28 marca 1997 w Lęborku) – polski siatkarz, grający na pozycji libero. 

## Sukcesy klubowe
Młoda Liga:
- 2014, 2016

Mistrzostwa Polski Juniorów:
- 2015

Puchar Polski:
- 2018

PlusLiga:
- 2018

I liga:
- 2024[6]

## Nagrody indywidualne
- 2018: Najlepszy broniący turnieju finałowego Pucharu Polski